# Сакулино (Ивановская область)
Саку́лино — село в Палехском районе Ивановской области. Входит в Сакулинское сельское поселение.

## География
Находится в 13,7 км к востоку от Палеха (20 км по автодорогам). Через село протекает река Скивеска.

## История
Сакулино (село имело ещё два названия: Брусна, Клещино) — село казённое, «при колодцах», в 70 верстах от уездного города, в 35 верстах от становой квартиры. Дворов в 1859 году — 20, жителей 73 мужского и 86 женского пола; в 1895 году — 15 дворов, 110 жителей; в 1905 году — 18 дворов и 94 жителя. В селе имелась православная церковь. Эти сведения взяты из «Списков населённых мест Владимирской губернии» (С-Петербург, 1863 г.; Владимир, 1895, 1905 гг.). 
Когда Сакулино было приложено в монастырь и когда построена здесь в первый раз церковь, сведений не сохранилось. Первая церковь в 1791 году сгорела. Вместо неё устроена была вновь деревянная же церковь, купленная в селе Юже. В 1826—1827 годах в Сакулине был построен каменный храм, а деревянная церковь была разобрана, и лес употреблён на обжигание кирпича для строящейся церкви. Этот каменный храм остаётся без изменений до настоящего времени.
Согласно печатным источникам Владимирского госархива «Справочник по начальным школам Владимирской губернии» (на 01.01.1915) (Владимир, 1915, с. 42, 43; «Журналы очередного Вязниковского уездного Земского собрания 1909 г.» Вязники, 1909, с. 136—137) установлено, что с 1888 года в селе Сакулино Вязниковского уезда Владимирской губернии действовала церковно-приходская школа. Она находилась в ведении епархиального Совета (училищного).
По декрету ВЦИК от 24 мая 1926 года село Сакулино отошло от Вязниковского уезда к Шуйскому уезду Иваново-Вознесенской губернии.
Всего за годы Великой Отечественной войны ушли на фронт из Сакулинского сельского Совета и не вернулось около 300 человек.

## Население
| 1859 | 1895 | 1905 | 2010 |
| ---- | ---- | ---- | ---- |
| 159  | ↘110 | ↘94  | ↗174 |

## Экономика
Основное предприятие — СПК «Прогресс».

## Русская православная церковь
Церковь Архангела Михаила.

## Достопримечательности
- Памятник погибшим воинам. Скульптор — заслуженный архитектор России Чухаркин В.А. Мемориальная доска с фамилиями погибших жителей Сакулино.
- На территории Сакулинского сельского поселения «Кочкинский грунтовый могильник», V—VIII вв. (500 м к югу от деревни Кочкино).